# Moussa Maaskri
Moussa Maaskri (Chelghoum Laïd, 15 novembre 1962) è un attore algerino naturalizzato francese.

## Filmografia parziale

### Film
- Vidocq - La maschera senza volto (Vidocq), regia di Pitof (2001)
- Marinai perduti (Le Marins perdus), regia di Claire Devers (2003)
- Due fratelli (Deux Frères), regia di Jean-Jacques Annaud (2004)
- L'ultima missione (MR 73), regia di Olivier Marchal (2008)
- Anything for Her (Pour elle), regia di Fred Cavayé (2008)
- Banlieue 13 Ultimatum, regia di Patrick Alessandrin (2009)
- Point Blank (À bout portant), regia di Fred Cavayé (2010)
- Adèle e l'enigma del faraone (Les Aventures extraordinaires d'Adèle Blanc-Sec), regia di Luc Besson (2010)
- L'immortale (L'Immortel), regia di Richard Berry (2010)
- Cose nostre - Malavita (The Family), regia di Luc Besson (2013)
- El Niño, regia di Daniel Monzón (2014)
- Overdrive, regia di Antonio Negret (2017)
- Ascensione (L'Ascension), regia di Ludovic Bernard (2017)
- La truffa del secolo (Carbone), regia di Olivier Marchal (2017)
- Taxxi 5, regia di Franck Gastambide (2018)
- Rogue City (Bronx), regia di Olivier Marchal (2020)
- La ragazza di Stillwater (Stillwater), regia di Tom McCarthy (2021)
- Gli infallibili (Les infaillibles), regia di Frédéric Forestier (2024)

### Serie TV
- Me, Miskina (Miskina, la pauvre), regia di Melha Bedia e Anthony Marciano (2022-2024)

## Doppiatori italiani
Nelle versioni in italiano delle opere in cui ha recitato, Moussa Maaskri è stato doppiato da:
- Pasquale Anselmo in Vidocq
- Massimo Corvo in Due fratelli
- Mario Bombardieri in Anything For Her
- Ambrogio Colombo in Point Blank
- Massimo De Ambrosis ne L'immortale
- Roberto Fidecaro in Overdrive
- Dario Oppido ne La truffa del secolo
- Marco Rasori ne La ragazza di Stillwater
- Marco Mete ne Gli infallibili